# Vulcaniella fiordalisa
Vulcaniella fiordalisa é uma espécie de insetos lepidópteros, mais especificamente de traças, pertencente à família Cosmopterigidae.
A autoridade científica da espécie é Petry), tendo sido descrita no ano de 1904.
Trata-se de uma espécie presente no território português.